# Gelados Olá
Gelados Olá är en glasstillverkare i Portugal, som ägs av Unilever, även ägare till Kibon (Brasilien), GB Glace, Frisko (Sverige och Finland), Wall’s (Storbritannien, Kina och Pakistan) m.fl.

## Olá-glassar
- Cornetto
- Magnum
- Solero
- Carte d’Or
- Restauração
- Feast
- Vienneta
- Fruttare
- Olá Kids